# Фидлер, Макс
Макс Фидлер (нем. Max Fiedler; 21 декабря 1859, Циттау — 1 декабря 1939, Стокгольм) — немецкий композитор и дирижёр.

## Биография
Первые уроки игры на фортепиано получил от своего отца, Карла Августа Фидлера. Впервые выступил на публике в возрасте десяти лет в 1870 году. Затем учился в своём родном городе у Густава Альбрехта, в 1877—1880 гг. в Лейпцигской консерватории у Карла Райнеке. В молодости был близок к Брамсу. В 1904 г. возглавлял Гамбургский филармонический оркестр, преподавал в Гамбургской консерватории. Затем работал в Англии и США, в том числе в 1908—1912 гг. во главе Бостонского симфонического оркестра, где, в частности, в 1909 году провёл премьеру симфонии Игнаца Падеревского. В первое десятилетие XX века также много гастролировал в России, дирижировал симфоническими концертами московского и санкт-петербургского отделений Русского музыкального общества. По возвращении в Германию в 1916—1933 гг. был генеральмузикдиректором в Эссене, в последние годы жизни работал в Берлине.
Композиторское наследие Фидлера включает симфонию, фортепианный квинтет, струнный квартет, другую камерную и вокальную музыку.